# La Danseuse nue (film, 1939)
Pour les articles homonymes, voir La Danseuse nue.
Pour plus de détails, voir Fiche technique et Distribution.
La Danseuse nue (Menschen vom Varieté) est un film germano-hongrois réalisé par Josef von Báky sorti en 1939.

## Synopsis
L'artiste de cabaret Keats a perdu sa femme Silvia Castellani qui est maintenant avec le tireur Jack Carey. Carey n'a pas épousé Silvia Castellani, mais elle est sa partenaire depuis des années. La coïncidence réunit maintenant Keats, Silvia et Carey pour un engagement dans le Coloseum-Varieté. Carey est fatigué de Silvia de toutes les manières et cherche une remplaçante. Silvia le ressent et entre les deux il y a des scènes de plus en plus violentes. Trois sœurs qui apparaissent également dans le Coloseum-Varieté, Alice, Gloria et le jeune Ruby, sont témoins. Gloria, qui admire Carey en tant qu'artiste depuis longtemps, postule pour le nouveau rôle d'assistante. Elle ne devrait obtenir le poste que si ses sœurs sont d'accord. Elles interdisent à Gloria de prendre le poste : elles craignent pour sa réputation, car Carey est considéré comme un coureur de jupons. Le lendemain soir, il y a un accident sur scène. Lors du nouveau numéro, Carey tire sur Silvia Castellani. Lorsque Silvia Castellani se réveille de son évanouissement, elle confirme qu'elle a elle-même chargé l'arme de Carey pour être abattue par lui. Elle ne pensait pas pouvoir supporter la vie sans lui. Finalement, elle se sépare de Carey et retourne avec remords auprès de Keats.

## Fiche technique
- Titre français : La Danseuse nue[1]
- Titre : Menschen vom Varieté
- Réalisation : Josef von Báky assisté de Wolfgang Becker
- Scénario : Erich Willke, Thea von Harbou
- Musique : Georg Haentzschel
- Direction artistique : Robert A. Dietrich (de), Artur Günther (de)
- Photographie : Stefan Eiben
- Son : Lohr Ferenc (hu)
- Montage : Wolfgang Becker
- Production : Heinz Landsmann (de)
- Sociétés de production : Hunnia-Pictura-Film GmbH
- Sociétés de distribution : Märkische Film GmbH
- Pays d'origine :  Reich allemand  Royaume de Hongrie
- Langue : allemand
- Format : Noir et blanc - 1,37:1 - Mono - 35 mm
- Genre : Drame
- Durée : 86 minutes
- Dates de sortie :
  -  Reich allemand : 14 avril 1939.
  -  Slovénie : 5 septembre 1940.
  -  France : 25 octobre 1940[1].
  -  Danemark : 30 juin 1941.
  -  Suède : 30 septembre 1941.
  -  Finlande : 8 août 1943.

## Distribution
- La Jana : Silvia Castellani
- Attila Hörbiger : Jack Carey
- Jack Trevor (en) : Jeffrey Keats
- Christl Mardayn : Alice McLean
- Karin Hardt : Gloria, sa fille
- Edith Oss (de) : Ruby, sa sœur
- Hans Moser : Miller, le régisseur
- Else Ehser (de) : Emilie, sa femme
- Hans Holt : Freddy Sanz, le clown musicien
- Victor Janson : Le directeur des Variétés
- Willi Schur (de) : Serna, dompteur
- Rudolf Klein-Rogge : Commissaire Wiedemann
- Eduard von Winterstein : Le médecin du théâtre
- Julia Serda : Mme Turner, la retraitée
- Michael von Newlinski (de) : Un serveur au restaurant

## Article annexe
- Liste des longs métrages allemands créés sous le nazisme